# Рајан Бабел
Рајан Гуно Бабел (хол. Ryan Guno Babel; Амстердам, 19. децембар 1986) холандски је фудбалер који тренутно игра за Галатасарај.

## Каријера
Рајан је своју професионалну каријеру почео у ФК Ајакс. Своју прву званичну утакмицу одиграо је 1. фебруара 2004. са 17 година и непуних 2 месеца. Ајакс је на тој утакмици победио ФК Ден Хаг са 4-0. То је уједно била и једина утакмица те сезоне у којој је Бабел био члан првог тима. Остатак сезоне провео је у јуниорском тиму. Свој први гол постигао је девет месеци касније против Де Грапсхафа. У сезони 2005/06. са Ајаксом је освојио Дански куп и суперкуп. У јануарском прелазном року 2007. године Арсенал и Њукасл јунајтед су показали интересовање за овог фудбалера али ниједан трансфер није реализован. Али, већ на крају сезоне 2006/07. тачније у јулу 2007. ФК Ливерпул откупљује његов уговор за 14 милиона фунти. За Ливерпул је дебитовао 17. јула против Вердер Бремена у пријатељској утакмици. Свој Премијерлигашки деби имао је против Астон виле, а први гол је постигао против Дарби каунтија 1. септембра 2007.

## Репрезентација
- За сениорску репрезентацију Холандије је одиграо 43 утакмице и постигао 5 голова.

Учествовао је на светском првенству 2006. и олимпијским играма 2008. Био је на списку за европско првенство 2008.

## Трофеји и награде

### Ајакс
- Дански куп: 2005/06.
- Дански куп: 2006/07..

- Дански супер куп: 2005.
- Дански супер куп: 2006.[8]

### Репрезентација
- Европско првенство у фудбалу за играче до 21 године 2007.

### Ливерпул
- Најбољи млади играч Ливерпула у сезони 2007/08.